# Дарби
Да̀рби (на английски: Derby) е град в Централна Англия, графство Дарбишър на регион Източен Мидландс. Главен административен център на графство Дарбишър. Разположен е около река Дъруент. Население около 236 300 жители (2006)

## История
В Дарби е построена първата фабрика в света и поради този факт Дарби се смята за родно място на индустриалната революция. Тази фабрика, която е обработвала първично коприната е построена през 1717 г. от Джон Ломб и Джордж Солокот. Според слуховете Дж. Ломб открадва идеята от фабрика в Пиедмон, Италия, за което по-късно бил натровен от тях като отмъщение.
Дарби получава статут на град през 1977 г. В града има архитектурни паметници от периода 16-19 век.

## Икономика
Основни отрасли в икономиката на града са машиностроенето, локомотивостроенето, вагоностроенето, самолетостроенето, автомобилостроенето („Ролс-Ройс“), текстилът, производството на дантели, електро-техническата и керамичната промишленост. Поради стратегическото си положение Дарби се превръща в транспортен възел и център на транспортната промошленост на Великобритания.

## Спорт
Представителният футболен отбор на града се казва ФК Дарби Каунти. Дългогодишен участник е в двете най-високи нива на английския футбол.

## Побратимени градове
- Оснабрюк, Германия
- Харлем, Нидерландия

## Личности
Родени
- Алан Бейтс (1934 – 2003), английски киноартист
- Стюърт Орм (р. 1954), английски кинорежисьор

Починали
- Брайън Клъф (1935 – 2004), английски футболист